# Heliophila arenaria
Heliophila arenaria är en korsblommig växtart som beskrevs av Otto Wilhelm Sonder. Heliophila arenaria ingår i släktet solvänner, och familjen korsblommiga växter.

## Underarter
Arten delas in i följande underarter:
- H. a. acocksii
- H. a. agtertuinensis
- H. a. arenaria
- H. a. glabrescens